# Девід Мермін
Натаніель Девід Мермін (англ. Nathaniel David Mermin; нар. 30 березня 1935, Нью-Хейвен, Коннектикут) — американський фізик, фахівець з теоретичної фізики конденсованого стану, основам квантової фізики та спеціальної теорії відносності. Доктор філософії (1961), емерит-професор Корнелльського університету, член Національної АН США (1991) і Американського філософського товариства (2015). Відомий завдяки теоремі Мерміна — Вагнера і як автор, разом з Н. Ашкрофтом, книги «Фізика твердого тіла» (1976), перекладеної на шість мов, включаючи японську, німецьку, французьку та російську, а також по колонці, яку вів з 1988 по 2009 рік у журналі Physics Today.

## Біографія
У Гарвардському університеті отримав ступінь бакалавра математики (1956, summa cum laude), магістра (1957) і доктора філософії (1961) з фізики. Протягом двох років був постдоком в англійському Бірмінгемі на кафедрі математичної фізики Рудольфа Пайєрлса, і рік — в Каліфорнійському університеті в Сан-Дієго у Вальтера Кона, згодом Нобелівського лауреата. У 1964 році вступив асистент — професором на кафедру фізики Корнелльського університету, з 1967 року — асоційований професор, з 1972 року — професор, з 1984 по 1990 рік очолював університетську фізичну лабораторію Laboratory of Atomic and Solid State Physics, з 1990 року — іменний професор (Horace White Professor) фізики, у 2006 році пішов у відставку як зазначений іменний емерит-професор. З 1985 по 1989 рік — член консультативної ради Інституту теоретичної фізики Каліфорнійського університету в Санта-Барбарі. Член виконавчого комітету Корнелльського центру матеріалознавства в 1980-х. Наприкінці 1990-х і початку 2000-х — член консультативної ради arXiv.org. Був членом редколегій журналів American Journal of Physics, Physics in Perspective, Studies in History and Philosophy of Modern Physics.
Член Американської академії мистецтв і наук (1988), Американського фізичного товариства (1970), член Американської асоціації сприяння розвитку науки.
Захоплюється грою на фортепіано. Одружений з Дороті Мермін (нар. 1936), також емерит — професорці Корнелльського університету. Проживають вони у Драйдені поблизу нью-йоркської Ітаки.
Автор відомого вислову щодо інтерпретацій квантової механіки — «Замовкни та обчислюй!» (Ориг. англ. "Shut up and calculate! ").

## Нагороди та відзнаки
- Стипендія Слоуна (1966—1970)
- Грант Ґуґґенгайма (1970—1971)
- Премія Лілієнфельда Американського фізичного товариства (1989, перший нагороджений)
- Меморіальна премія Клопстега (Klopsteg Memorial Award), Американська асоціація вчителів фізики (1994)
- Премія Рассела «За видатне викладання» (Russell Distinguished Teaching Award) Корнелльського університету (1997)
- Лекція Вольфганга Пауля (Wolfgang-Paul-Vorlesung) (2002)
- Премія «Майорани», Найкраща персона у фізиці, Електронний журнал теоретичної фізики (Majoranapreis, EJTP Best Person in Physics) (2010)
- Видатний рецензент (Outstanding Referee) Американського фізичного товариства (2011)
- Премія VIZE 97, Фонд Дагмара та Вацлава Гавелів (VIZE 97 Prize, Dagmar and Václav Havel Foundation) (2017)[9]

## Книги
- Space and Time in Special Relativity (McGraw-Hill, New York, 1968)
- Solid State Physics, with NW Ashcroft, Holt, Rinehart and Winston, New York, 1976. Translations: Russian, М. : Світ, 1979; Japanese, 1981-2; Polish, 1986; German, 2001; French, 2002; Portuguese, 2011 року.
- Boojums all the Way Through (Cambridge University Press, 1990; переклади: японська, 1994)
- It's About Time: Understanding Einstein's Relativity (Princeton University Press, 2005; переклади: польська, 2008; румунська 2009; німецька, 2016 року; грецька 2017)
- Quantum Computer Science (Cambridge University Press, 2007; переклади: японська, 2009 року; французька, 2010)
- Why Quark Rhymes with Pork: And Other Scientific Diversions (Cambridge University Press, 2016)